# Ten Years After
Ten Years After is een Britse bluesrockband van eind jaren 1960 en begin jaren 1970. Ten Years After behoorde tot de bezetting van Woodstock, het Amerikaanse openair muziekfestival in augustus 1969.
Tussen 1968 en 1973 bereikten acht albums van de band de top 40 van de UK Albums Chart. Twaalf albums scoorden in de US Billboard 200. Ten Years After bracht nummers uit als I'm Going Home, Hear Me Calling, I'd Love to Change the World en Love Like a Man.

## Geschiedenis
Ten Years After werd opgericht in 1966 door Alvin Lee en Leo Lyons. De band waarvan beiden voordien deel uitmaakten, heette tussen 1960 en 1962 Ivan Jay and the Jaycats en Ivan Jay and the Jaymen. In 1962 werd de groep omgedoopt tot de Jaybirds met Lee, Lyons en (vanaf 1965) Ric Lee (geen familie van Alvin Lee). In 1966 werd de groep uitgebreid met toetsenman Chick Churchill. Datzelfde jaar veranderde de groep de naam in Ten Years After.
Na herhaalde optredens in de Marquee Club in Londen speelde de groep in 1967 op het Windsor Jazz Festival. Na dit optreden kregen ze een platencontract aangeboden bij Deram en in 1967 verscheen hun debuutalbum Ten Years After. Na een tournee in Scandinavië en de Verenigde Staten verscheen in 1968 het livealbum Undead, met daarop I'm Going Home. In 1969 volgde studioalbum Stonedhenge, met onder meer Hear Me Calling. In datzelfde jaar volgden optredens op het Newport Jazz Festival, het Seattle Pop Festival en op 17 augustus Woodstock.
De enige hit op de UK Singles Chart was Love Like a Man (#10) in 1970, van Cricklewood Green, het vijfde album. In datzelfde jaar trad de groep op het Strawberry Fields Festival nabij Toronto op en op het Isle of Wight Festival. Ten Years After sloeg de meer commerciële richting in met het verschijnen van A Space in Time (Columbia Records, 1972), met daarop I'd Love to Change the World.
Na Positive Vibrations, hun vierde en laatste album op het Columbia-label, ging de groep in 1973 uit elkaar. In 1983 en 1988 kwamen de groepsleden nog eens samen voor een paar concerten en in 1989 verscheen About Time. Het laatste optreden van de oorspronkelijke groep dateert van 1994, tijdens het Eurowoodstock Festival in Boedapest.
In 2003 werd Alvin Lee vervangen door Joe Gooch. Na de breuk speelde en produceerde Lee onder zijn eigen naam. Hij overleed op 6 maart 2013 ten gevolge van complicaties na een operatie. Ric Lee werd lid van Ric Lee's Natural Born Swingers. In januari 2014 verlieten ook Gooch en Lyons Ten Years After. In 2017 was het 50 jaar geleden dat het eerste album van Ten Years After werd uitgebracht. Daarom ging de band in 2017 uitgebreid op tournee en brachten ze een nieuw album uit: A Sting in the Tale.

## Samenstelling
- Chick Churchill - keyboards; geboren Michael George Churchill 2 januari 1946, in Ilkeston.
- Ric Lee - drums; geboren 20 oktober 1945, in Mansfield.
- Colin Hodgkinson - bas; geboren 14 oktober 1945, in Peterborough, Cambridgeshire (vanaf 2014-nu).
- Marcus Bonfanti - gitaar, zang (vanaf 2014–nu).

### Oud-leden
- Alvin Lee - gitaar, zang; 19 december 1944, in Nottingham; (tot 2003) Overleden 6 maart 2013 aan de complicaties van een chirurgische ingreep.
- Leo Lyons - bas; geboren 30 november 1943, in Mansfield ; (tot 2014)
- Joe Gooch - gitaar, zang; geboren 3 mei 1977, in Highbury, Londen (vervangt vanaf 2003 Alvin Lee, tot 2014).

Tussen Alvin Lee en Ric Lee, de drummer, bestaat geen enkele familierelatie. Alvin werd geboren als Graham Barnes en nam later een artiestennaam aan.

## Trivia
- In 1966 veranderden de bandleden de naam Blues Yard in Ten Years After, omdat het succes van Elvis Presley dat jaar precies tien jaar oud was. Elvis was een held van Alvin Lee.
- Andere bronnen zeggen dat de naam komt van Leo Lyons, nadat hij in 1966 een artikel had gelezen over de Suezcrisis, tien jaar daarvoor.

## Discografie

### Studio- en livealbums
| Ten Years After                 | 1967 |
| Undead                          | 1968 |
| Stonedhenge                     | 1968 |
| Ssssh                           | 1969 |
| Cricklewood Green               | 1970 |
| Watt                            | 1970 |
| A Space in Time                 | 1971 |
| Rock & Roll Music to the World  | 1972 |
| Recorded Live                   | 1973 |
| Positive Vibrations             | 1974 |
| Hear Them Calling               | 1976 |
| About Time                      | 1989 |
| Live at the Fillmore East 1970  | 2001 |
| Now                             | 2004 |
| Roadworks                       | 2005 |
| Evolution                       | 2008 |
| Live at Fiesta City (dvd)       | 2009 |
| European tour january 1973 Live | 2015 |
| A Sting in the Tale             | 2018 |
| Naturally Live                  | 2019 |

### Compilaties
| Double Deluxe                        | 1970 |
| Ten Years After                      | 1971 |
| Classic Performances                 | 1976 |
| Goin' Home                           | 1977 |
| Greatest Hits                        | 1977 |
| Profile                              | 1979 |
| Ten Years After                      | 1980 |
| Timewarps                            | 1983 |
| The Collection                       | 1985 |
| At Their Peak                        | 1987 |
| Universal                            | 1987 |
| Portfolio                            | 1988 |
| The Collection                       | 1991 |
| Essential                            | 1991 |
| Pure Blues                           | 1995 |
| I'm Going Home                       | 1996 |
| Premium Gold Collection              | 1998 |
| The Best Of                          | 2000 |
| Very Best Ten Years After Album Ever | 2001 |
| Ten Years After Anthology            | 2002 |

### NPO Radio 2 Top 2000
| Nummer met noteringen in de NPO Radio 2 Top 2000 | '99 | '00-'01 | '02 | '03 | '04 | '05 | '06 | '07 | '08 | '09 | '10 | '11 | '12 | '13 | '14 | '15 | '16  | '17 | '18  | '19  | '20  | '21  | '22  | '23  | '24  |
| ------------------------------------------------ | --- | ------- | --- | --- | --- | --- | --- | --- | --- | --- | --- | --- | --- | --- | --- | --- | ---- | --- | ---- | ---- | ---- | ---- | ---- | ---- | ---- |
| I'm Going Home                                   | 349 | -       | 311 | 264 | 296 | 266 | 258 | 368 | 296 | 566 | 423 | 554 | 572 | 632 | 611 | 718 | 1031 | 909 | 1396 | 1389 | 1500 | 1634 | 1818 | 1807 | 1904 |

1. ↑  Een '-' betekent dat het nummer niet was genoteerd en een vetgedrukt getal geeft de hoogste notering aan.